# Agrochola kresnaensis
Agrochola kresnaensis är en fjärilsart som beskrevs av Ronkay och Mészáros 1982. Agrochola kresnaensis ingår i släktet Agrochola och familjen nattflyn. Inga underarter finns listade i Catalogue of Life.